# پانگونا

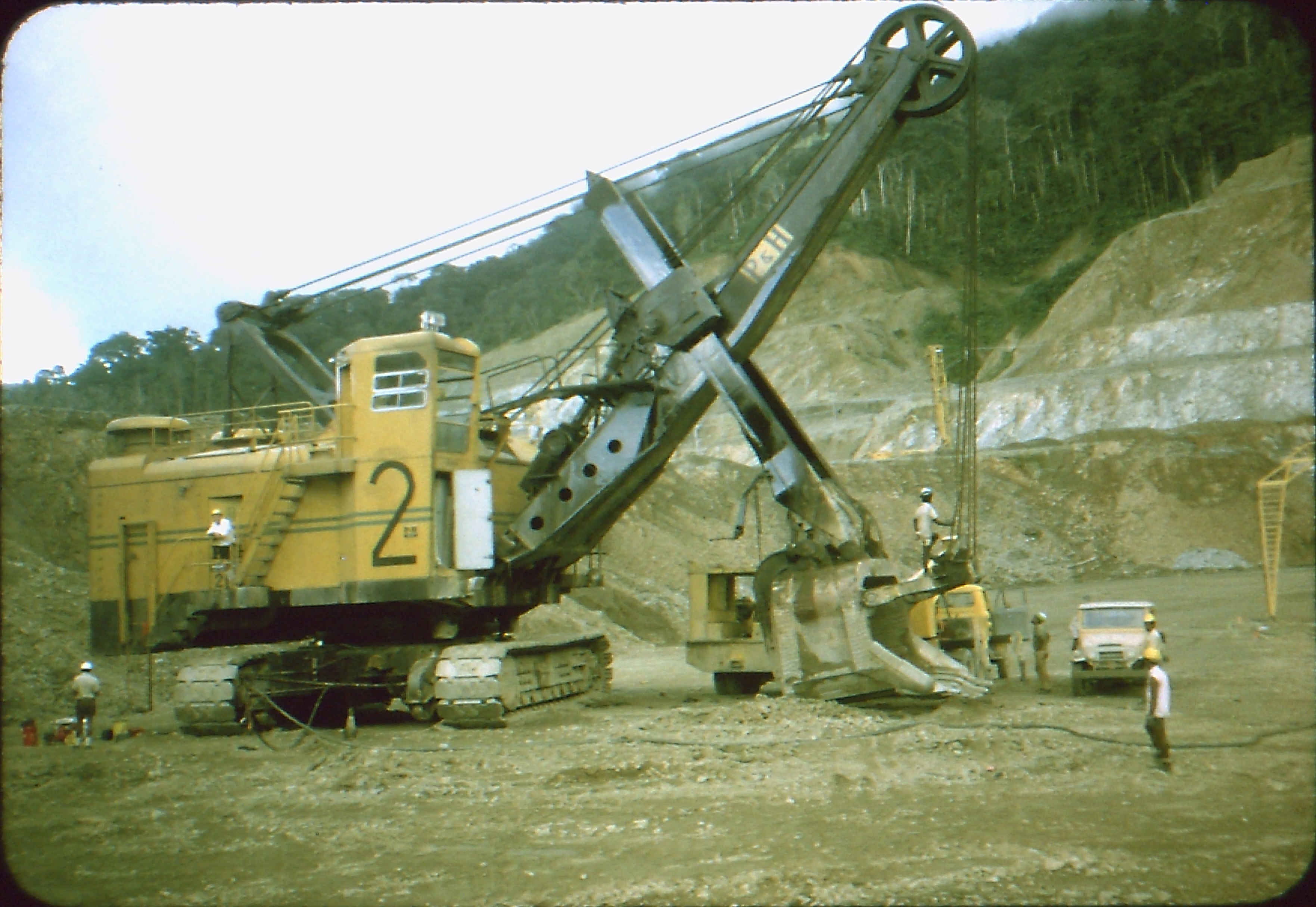
معدن پانگونا

پانگونا یکی از شهرهای استان خودمختار بوگاینویل، واقع در کشور پاپوآ گینه نو است. بزرگترین معدن مس سرباز دنیا در این مکان قرار داشت که در سال ۱۹۸۹ به فعالیت خود پایان داد.